# Agrotis triclava
Agrotis triclava là một loài bướm đêm trong họ Noctuidae.